# Estudi op. 25, núm. 11 (Chopin)

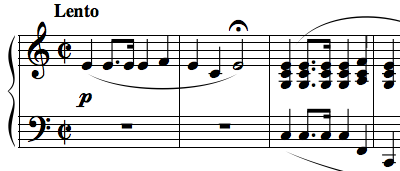
Inici de l'"Estudi op. 25 núm. 11"

L'"Estudi op. 25 núm. 11", en la menor, és un dels dotze Estudis op. 25 per a piano compostos per Frédéric Chopin; el va escriure l'any 1836. Va ser publicat per primera vegada juntament amb totes les peces de l'opus 25 l'any 1837, a França, Alemanya, i Anglaterra. Ha rebut el sobrenom de "Vent d'hivern"
La primera edició francesa indica una mètrica amb compàs 4/4, però el manuscrit i la primera edició alemanya indiquen el compàs 2/2. Els primers quatre compassos que caracteritzen la melodia es van afegir poc abans de la seva publicació seguint el consell d'un amic seu, Charles A. Hoffmann.